# Sava Bohinjka
 (août 2014).
Si vous disposez d'ouvrages ou d'articles de référence ou si vous connaissez des sites web de qualité traitant du thème abordé ici, merci de compléter l'article en donnant les références utiles à sa vérifiabilité et en les liant à la section « Notes et références ».
Pour les articles homonymes, voir Sava.
La Sava Bohinjka est un cours d'eau de Slovénie et un affluent constitutif de la Save, elle-même l'affluent droit, le plus long du fleuve le Danube. Avec une longueur de 31 kilomètres, la Sava Bohinjka est le plus court des deux cours d'eau qui, ensemble à Radovljica, deviennent la Save, l'autre étant la Sava Dolinka de 45 kilomètres de long.

## Géographie
La Sava Bohinjka prend sa source sous l'arête du mont Komarča à une altitude de 805 m, à partir des sources alimentées par la vallée des lacs du Triglav. Jusqu'à ce qu'elle atteigne le lac de Bohinj, elle est connue sous le nom de Savica (« petite Save ») et offre à sa source le spectacle des Chutes de Savica de 60 mètres de haut (en slovène « Slap Savica »). Elle coule alors à travers la Gorge d'Ukanc, où se trouve le barrage hydroélectrique de Savica (puissance de 3 MW) avant de pénétrer dans le lac de Bohinj, où elle forme un petit delta.
Elle quitte ensuite ce lac sous le nom de Sava Bohinjka, traverse Bohinjska Bistrica et Bohinjska Bela, et aboutit au lac de Bled, avant de rencontrer la Sava Dolinka près de Radovljica.

## Pêche
La Sava Bohinjka est réputée comme lieu de pêche à la truite, et on trouve sur Internet un nombre considérable de sites qui parlent d'elle sous ce rapport,.